# صغر الرأس
الصَعَل أو صغر الرأس (بالإنجليزية: Microcephaly) هو وصف للدلالة على حجم رأس بشري صغير بشكل ملحوظ (بقياس المسافة حول قمة الرأس)، بحيث يكون القياس تحت المعدل الطبيعي لعُمر الشخص وجنسه، وذلك بالاعتماد على المخطّطات القياسية.
تحدث حالة الصعل في أغلب الأحيان، بسبب فشلِ الدماغ في النمو بنسبة طبيعية. حيث أن نمو الجمجمة محدد بتوسّع الدماغ، والذي يجب أن يتمّ بسبب النمو الطبيعيِ للدماغ أثناء الحمل ومراحل الطفولة الأولىِ.
الظروف التي تؤثر على نمو الدماغ يمكن أَنْ تسبّب حالة الصعل (Microcephaly)، وهي تشمل الالتهابات، اِضطرابات وراثية، وسوء التغذية الحاد.

## الأسباب الأساسية
- متلازمة داون، مرض المغولية
- المواء Cri du chat
- متلازمة سيكيل Seckel's syndrome
- متلازمة روبنشتاين-طيبي Rubinstein-Taybi syndrome
- كرموسوم 13 زائد trisomy 13
- كرموسوم 18 زائد trisomy 18
- متلازمة سميث-ليملي-أوبيتز Smith-Lemli-Opitz syndrome
- متلازمة كورنيليا دي لانجي Cornelia de Lange syndrome

## الأسباب الثانوية
- حالة فينايلكيتونوريا phenylketonuria أثناء الحمل.
- التَسَمّم بميثيل الزئبق (CH3Hg+) Methylmercury
- الإصابة بالحصبة الألمانية أثناء الحمل
- الإصابة داء المقوسات toxoplasmosis
- الإصابة بفيروس سايتوميغاليك Cytomegalic virus -سي إم في- أثناء الحمل.
- استعمال العقاقير المختلفة أثناء الحمل
- سوء التغذية أثناء الحمل.

## الأعراض
اعتماد على شدّة المتلازمة، قد يعاني الأطفال من التالي:
- تأخر بالقدرات العقلية
- مشاكل في الحركة والوظائف الحركية
- مشاكل في الكلام والتواصل
- تشوهات في الوجه
- تقزّم أَو قصر القوام
- فرط النشاط
- النوبات والتشنجات
- صعوبات بالتنسيق والتوازن
- شذوذ في نمو الدماغ والأعصاب

هنالك نسبة من الأطفال المصابين لا يتأثرون من ناحية النشاط العقلي، حيث تستمر الجمجمة بالنمو ولكن يبقى محيط الرأس أقل من المعدل الطبيعي.

## التشخيص
قد تشخّص المتلازمة قبل الولادة بواسطة جهاز الموجات التصواتية (الألتراساوند Ultrasound), وهي تقنية تصوير تشخيصية تستعمل موجات الصوت ذات التذبذب العالي وحاسوب لإنتاج صور الأوعية الدموية، الأنسجة، والأعضاء الداخلية. تستعمل الموجات التصواتية لرؤية الأعضاء الداخلية أثناء عملها، ولتقييم جريان الدم خلال الشرايين المختلفة.
في العديد من الحالات، قد لا تظهر المتلازمة بوضوح بالموجات التصواتية حتى فترة الثلث الأخير من الحمل، وقد تشخص عند الولادة أو لاحقا في مرحلة الطفولة.

## العلاج
ليس هناك علاج يعيد رأس الطفل إلى الحجم أَو الشكل الطبيعي. تركز المعالجة على تقليل الأثر المرتبط بالعاهات وحالات العجز العصبي. يقيم الأطفال المصابون بهذه الحالة عادة من قبل طبيب أعصاب أطفال، ويليه فريق طبي كامل للتأكد من الحالة. البرامج العلاجية التي تقدم للطفل في مرحلة مبكرة والتي تتضمّن علاجا طبيعيا وعلاج نطق يساعد الطفل على إنماء القدرات المتوفرة لديه ويقلل من حدة العجز. تستعمل الأدوية في أغلب الأحيان للسيطرة على نوبات التشنّج, النشاط المفرط، والأعراض العصبية العضلية (عصبوعضلية).
الاستشارة الوراثية قد تساعد العائلة على إدراك احتمالية ومخاطر المتلازمة في حالة الرغبة بالإنجاب مرة أخرى.